# Certines

Certines este o comună în departamentul Ain din estul Franței.